# Bestetti Edizioni d'Arte
La Bestetti Editori è stata una casa editrice italiana, specializzata in arte.

## Storia

### Bestetti e Tumminelli
Fu fondata a Milano nel 1906 dall'editore milanese Emilio Bestetti e dall'editore siciliano Calogero Tumminelli, con la denominazione sociale di «Casa editrice d'arte Bestetti e Tumminelli», iniziando le pubblicazioni nel 1909.
Pubblicò diverse riviste, come Dedalo dal 1920, sotto la direzione di Ugo Ojetti, e Architettura e arti decorative dal 1921, sotto la direzione dell'architetto Marcello Piacentini.
Nel 1924 la sede fu trasferita a Roma; nel 1926 si unirono ai Fratelli Treves. Nel 1931 Tumminelli si fuse con la Treves e la Treccani, costituendo la «S.A Treves-Treccani-Tuminelli».
Nel 1933 la società si sciolse definitivamente.

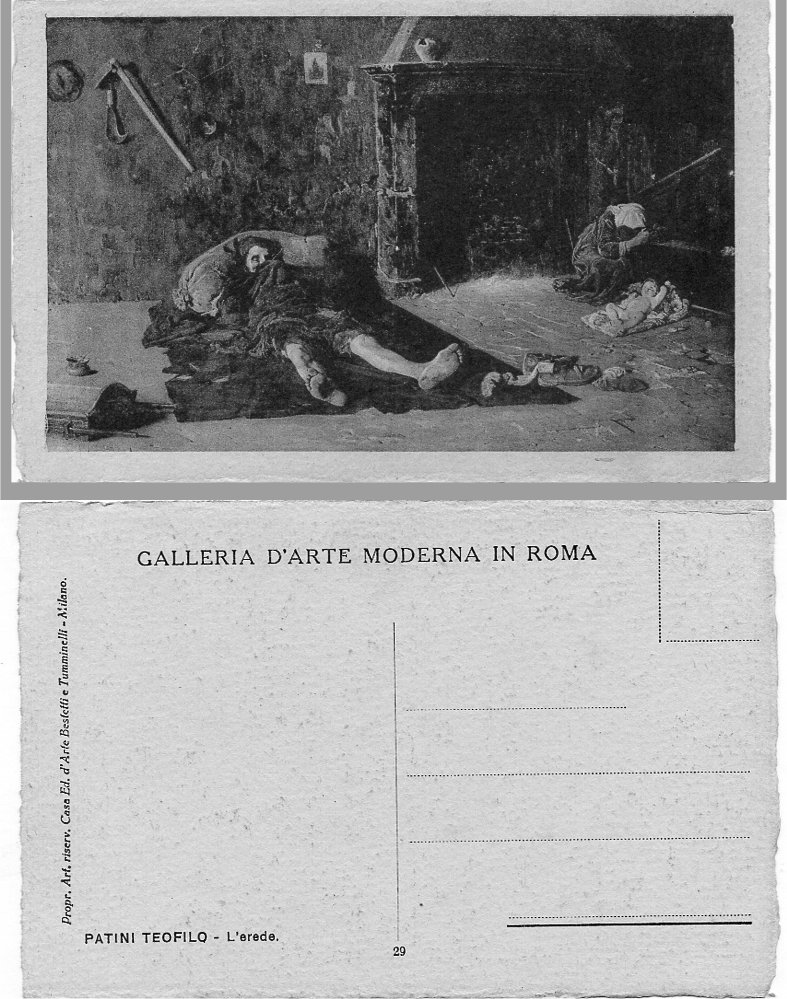
Fronte e retro di una cartolina della Galleria d'arte moderna in Roma edita dalla Casa editrice d'arte Bestetti e Tumminelli raffigurante il dipinto L'erede di Teofilo Patini.

Nel parco della Villa Reale di Milano l'artista futurista Fortunato Depero, costruì un "Padiglione del libro" in forma di grande scultura tipografica per le edizioni Bestetti-Tuminelli e Treves ai fini di promuovere la lettura in Italia, e al suo interno venivano anche svolte gratuitamente lezioni di lettura e scrittura.

### Carlo Bestetti edizioni
Nel 1933, dallo scioglimento della Edizione d'arte Bestetti e Tuminelli, Tuminelli costituì una nuova casa editrice tra Milano e Roma, la «Tumminelli editore», e riprese "L'Istituto Romano di Arti Grafiche", mentre la famiglia Bestetti decise di continuare ad occuparsi di arte con la Bestetti Edizioni d'arte, per divenire dal 1946 Carlo Bestetti Edizioni con il nipote Carlo Bestetti.

## Pubblicazioni d'Arte
- Bibbia di Borso d'Este, Adolfo Venturi, pubblicata insieme a Giovanni Treccani; con documenti e studio storico-artistico, 2 volumi, Milano, 1937.
- I Cavalli, Carlo Bestetti edizioni d'arte, 1948, illustrata da Giorgio De Chirico
- L'Apocalisse Evangelista, Carlo Bestetti edizioni d'arte, 1977, illustrata da Giorgio De Chirico
- Hebdomeros, Carlo Bestetti edizioni d'arte, 1972, Roma, 24 disegni illustrati da Giorgio De Chirico
- Giorgio de Chirico, Litografie, uniche a tiratura limitata: Cavalieri Antichi, Antichi Cavalli, Cavalli sulla sponda dell'egeo, Solitudine dell'uomo politico, Sei litografie, L'enigma del ritorno, La Partenza di Giasone,I guerrieri di ritorno da troia, Cavallo fuggente, Cavalli e rovine, Cavalieri antichi, Cavallo e castello, Cavallo a Villa Falconieri, Antichi cavalieri e Villa.

## Riviste
- Dedalo, diretta da Ugo Ojetti
- Architettura e Arti Decorative, diretta da Marcello Piacentini e Gustavo Giovannoni
- Capitolium diretta da Filippo Cremonesi